# Conficker
Conficker病毒，又名Downup、Downandup、Downadup和Kido（刻毒虫），是一种出现于2008年10月的计算机蠕虫病毒，针对微软的Windows操作系统。这种病毒利用了Windows 2000、Windows XP、Windows Vista、Windows Server 2003、Windows Server 2008和Windows 7 Beta等版本操作系统所使用的Server服务中的一个已知漏洞。

## 名称来历
病毒名称Conficker是一个德语读音类似于英语词"configure"（配置）。而字面上的翻译是“con-fucker”，因为德语中Ficker对应于英语中的“fucker”。这个名字主要代表该病毒会尝试操纵系统的配置数据。